# Parade (Prince)
Parade: Music from the Motion Picture "Under the Cherry Moon", colonna sonora del film Under the Cherry Moon, è il quarto album in studio del gruppo musicale statunitense Prince & The Revolution, pubblicato il 31 marzo 1986.

## Descrizione
Prince iniziò a lavorare sull'album già nell'aprile del 1985, ovvero quando era ancora in corso il tour di Purple Rain e stava per uscire Around the World in a Day. L'artista assunse qui una dimensione più europea (al tempo Prince soggiornava spesso in Francia) e volle inoltre, dare un arrangiamento orchestrale a diversi pezzi per renderli più consoni al film di cui erano la colonna sonora. Per questo ricorse alla collaborazione di Clare Fischer.
. 
Curiosamente, il pezzo che ebbe maggiore successo, ovvero Kiss, non era previsto nella track list e vi fu inserito all'ultimo minuto: si trattava di un brano che Prince aveva scritto e inciso solo come Demo con voce e chitarra e che poi aveva affidata ai Mazarati, la side band del bassista dei Revolution Brownmark. Questi lo avevano trasformato in un pezzo funk che aveva attratto l'attenzione dell'artista di Minneapolis che lo riprese sovraincidendo la sua voce, la parte di chitarra, eliminando il basso e mantenendo i cori dei Mazarati.
L'album è l'ultimo in cui Prince registrò con i The Revolution. Alla fine del tour, la band fu sciolta e solo alcuni elementi (Dr Fink, Eric Leeds, Atlanta Bliss, Miko Weaver) collaborarono per i lavori successivi.

## Tracce
Tutte le tracce sono composte e arrangiate da Prince, eccetto dove indicato.
Lato A
1. Christopher Tracy's Parade (John L. Nelson, Prince) – 2:11
2. New Position – 2:20
3. I Wonder U – 1:39
4. Under the Cherry Moon (Nelson, Prince) – 2:57
5. Girls & Boys – 5:29
6. Life Can Be So Nice – 3:13
7. Venus de Milo – 1:55

Lato B
1. Mountains (Prince, Wendy and Lisa) – 3:57
2. Do U Lie? – 2:44
3. Kiss (arrangiamenti di David Z) – 3:37
4. Anotherloverholenyohead – 4:00
5. Sometimes It Snows in April (Prince, Wendy and Lisa) – 6:48

## Classifiche

### Classifiche settimanali
| Classifica (1986) | Posizione massima |
| ----------------- | ----------------- |
| Australia         | 8                 |
| Austria           | 7                 |
| Canada            | 11                |
| Francia           | 14                |
| Germania          | 6                 |
| Italia            | 11                |
| Norvegia          | 10                |
| Nuova Zelanda     | 7                 |
| Paesi Bassi       | 1                 |
| Regno Unito       | 4                 |
| Stati Uniti       | 3                 |
| Stati Uniti (R&B) | 2                 |
| Svezia            | 5                 |
| Svizzera          | 2                 |

### Classifiche di fine anno
| Classifica (1986) | Posizione |
| ----------------- | --------- |
| Canada            | 64        |
| Francia           | 44        |
| Germania          | 35        |
| Italia            | 47        |
| Paesi Bassi       | 10        |
| Regno Unito       | 70        |
| Stati Uniti       | 44        |